# John Lloyd Stephens
John Lloyd Stephens (28 de novembre de 1805 - 13 d'octubre de 1852) va ser un explorador, escriptor i diplomàtic estatunidenc. Stephens va ser una figura central en la investigació de la civilització maia, i en el planejament del ferrocarril de Panamà.

## Estudis i obres
Stephens va néixer a Shrewsbury, Nova Jersey. Es va graduar en Dret, a la Universitat de Colúmbia; i el 1834, va viatjar a l'orient mitjà, descrivint el viatge en un llibre publicat posteriorment.
Stephens va escriure diversos llibres sobre els seus viatges i exploracions: 
- Incidents de viatge a Egipte, Aràbia Pètria i Terra Santa (1837)
- Incidents de viatge a Grècia, Turquia, Rússia i Polònia (1838)
- Incidents de viatge a Amèrica Central, Chiapas i Yucatán, Vols. 1 i 2 (1841), traduït al castellà per Justo Sierra O'Reilly
- Incidents de viatge a Yucatán, Vols. 1 y 2 (1843)

Les obres de Stephens varen servir d'inspiració a l'escriptor nord-americà Edgar Allan Poe.
Stephens va seguir amb interès les cròniques d'Alexander von Humboldt i Juan Galindo, sobre les exploracions a les ruïnes de Mesoamèrica.

## Exploracions

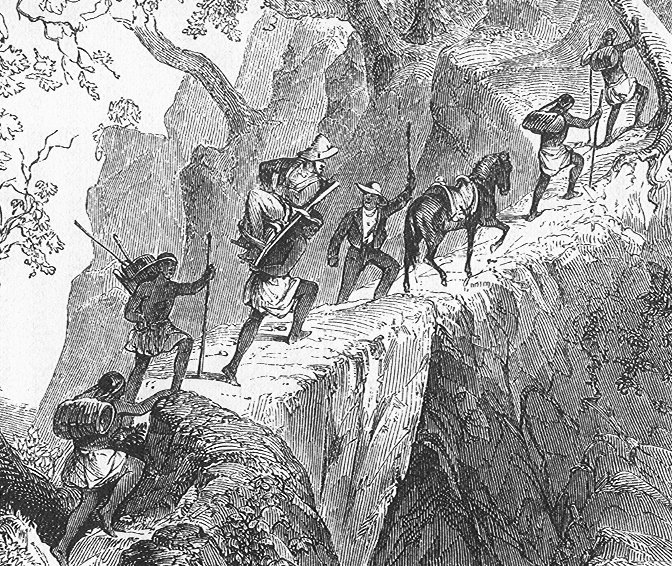
Litografia del llibre Incidents of Travel In Central America, Chiapas, and Yucatan realitzada per Frederick Catherwood, company de viatge de Stephens.

Martin van Buren, president dels Estats Units el 1839, va enviar Stephens com a ambaixador especial a l'Amèrica Central, la qual es va desintegrar després d'una guerra civil mentre Stephens s'hi trobava. El llibre Incidents de viatge a Amèrica Central, Chiapas i Yucatán és una ressenya detallada dels esdeveniments que Stephens va presenciar en aquest procés. A més, el llibre va recollir dades d'antigues ciutats maies, acompanyades amb les il·lustracions de l'arquitecte i dibuixant Frederick Catherwood, el seu company de viatge. La descripció va superar en detall i exactitud a la informació fins a aquell moment recollida sobre les ciutats mesoamericanes.
En el seu primer viatge Stephens i Frederick Catherwood van visitar Copán, arribant-hi per l'Hondures Britànica, i Stephens va arribar a comprar el terreny de Copán per la suma de 50$. Posteriorment van visitar Quiriguá, on Catherwood va crear excel·lents il·lustracions de les esteles que Stephens va publicar anys més tard a la seva obra. Els registres de Quiriguá són els primers que es coneixen sobre el lloc. Stephens va continuar la seva exploració en un segon viatge a Yucatán, el qual va donar origen a un llibre subseqüent. Stephens va aportar valuosos registres gràcies al seu laboriós treball a Palenque, d'on va publicar diversos documents al costat d'unes meravelloses il·lustracions de Catherwood. Va explorar-hi el Temple de les Inscripcions, el Temple del Sol, el Temple de la Creu, el Temple de la Creu Foliada i el Palau del Governador.

## Mort
El 1850, Stephens va viatjar a Panamà, per treballar en el projecte del ferrocarril Trans Ístmic. Dos anys després encara durant els treballs de construcció del ferrocarril, Stephens va emmalaltir greument de malària, va ser trobat inconscient sota d'una ceiba, arbre considerat sagrat pels maies. Va ser traslladat a Nova York en estat crític, i va morir el 13 d'octubre de 1852.
Un vaixell de la Panamá Mail Steamship Company va ser batejat amb el seu nom.

Les seves restes mortals es troben al cementiri d'Old Marble. El 1947 un grup d'admiradors van col·locar sobre la seva tomba una placa decorada amb glifs maies i amb la llegenda: 
| « | Sota aquesta volta hi ha sepultades les restes de John Lloyd Stephens (1805-1852), viatger i autor, precursor en l'estudi de la civilització maia de l'Amèrica Central, projectista i constructor del ferrocarril de Panamà . | » |